# 胡安娜·恩里奎茲
胡安娜·恩里奎茲（西班牙語：Juana Enríquez，1425年—1468年2月13日），納瓦拉和亞拉岡王后，1458年至1468年在位。

## 家庭
1444年，胡安娜與納瓦拉國王胡安二世結婚，兩人共有1子1女：
1. 費爾南多（1452年—1516年），亞拉岡國王
2. 胡安娜（英语：Joanna of Aragon, Queen of Naples）（1455年—1517年），那不勒斯王后